# L'avventuriero di Burma
L'avventuriero di Burma (Escape to Burma) è un film del 1955 diretto da Allan Dwan.

## Trama
Accusato di aver ucciso il figlio del Rajà di Burma, Jim Brennan riesce a fuggire. Lo accoglie Jay Moore, una ricca proprietaria terriera che commercia in legno ed elefanti. Lei sospetta qualcosa, ma l'attrazione è più forte. L'arrivo nella piantagione di un poliziotto, però, interrompe l'idillio e dà il via ad un'estenuante caccia all'uomo nella giungla.